# 尧典
堯典又稱帝典，是《尚書》的一篇，《說文》說是“五帝之書”。
一說堯將權位禪讓給舜之後，作堯典。堯典專門記敘堯、舜事蹟的書，本名帝典，又稱堯典。《今文尚書》無堯典與舜典之分，皆入堯典；《古文尚書》則有堯典與舜典之分。顧炎武本人認為：“竊疑古時有堯典無舜典，有夏書無虞書，而堯典亦夏書也。”堯典開章有“曰若稽古”四字，以古奧難讀著稱，“篇目兩字之說至十餘萬言。”堯典記載著堯、舜的禪讓故事，反映上古中國權位繼承情況，有所謂“納于百揆”、“賓于四門”，大致與政事相關。司馬遷寫《史記》時，把《尚書》的原文翻譯了一遍，如堯典中有“欽若昊天”一語，五帝本纪便改為“敬順昊天”。
《尚書》詰屈聱牙，號稱難讀，實際上摻有後人的偽作，是十三經中情況最複雜的，而篇首堯典亦不可免。梁啟超認為堯典中有“蠻夷猾夏”一語而疑為偽作。目前學術界普遍認定堯典是偽書，可能成書於東周之春秋戰國時期。

## 外部連結
- 柯馬丁：〈〈堯典〉：辭令與王道的意識形態 （页面存档备份，存于）〉。